# When Day Is Done
When Day Is Done ist ein Song, der 1924 von Robert Katscher (Musik) als Madonna, du bist schöner als der Sonnenschein geschrieben und 1926 mit dem englischen Text von Buddy DeSylva veröffentlicht wurde.

## Hintergrund
Bereits 1924 schrieb Robert Katscher in Österreich das Lied „Madonna, du bist schöner als der Sonnensschein“ für die Revue Küsse um Mitternacht, die 1924 in den Wiener Kammerspielen uraufgeführt wurde. Katscher schrieb das Lied (B-Dur, Form: ABA'C) als langsame Ballade in der Wiener Operetten-Tradition von Franz Lehár und Emmerich Kálmán; die A-Sektionen bestehen aus wiederholten Noten, die langsam absteigen, die Höhepunkt (G-Dur) ist in der C-Sektion erreicht. Das Lied wurde u. a. von Engelbert Milde (Homochord 1780), Bernard Etté (Vox 01947) und  Richard Tauber eingespielt.
Zwei Jahre später wurde der Song mit dem englischen Text von B. G. DeSylva ein Hit in den Vereinigten Staaten, als ihn das Paul Whiteman Orchestra mit dem Trompeter Henry Busse als Solisten am 8. Juni 1927 für Victor Records einspielte. Die Platte löste in den USA einen Boom der Sweet Music aus. Nach dem Erfolg des Titels machte ihn Busse zu seiner Erkennungsmelodie, als er eine eigene Band gründete.

## Erste Aufnahmen und spätere Coverversionen
Zu den ersten Musikern, die den Song ab 1926 coverten, gehörten Art Kahn (Okeh), Harry Archer and His Orchestra (Brunswick 3399, mit Franklyn Baur, Gesang) und Nat Shilkret (Victor 20456), in London die Savoy Orpheans unter Leitung von Debroy Somers (als "Panama" auf HMV B.2134), in Paris Lud Gluskin, in Berlin Jack Hyltons Orchester mit dem Wurlitzer-Organisten Claude Ivy. Der Diskograf Tom Lord listet im Bereich des Jazz insgesamt 102 (Stand 2015) Coverversionen, u. a. von Larry Adler, Svend Asmussen, Mildred Bailey, George Benson, Eubie Blake, Benny Carter, Cozy Cole, Bobby Hackett, Coleman Hawkins, Helen Humes, Quintette du Hot Club de France, Timme Rosenkrantz and His Barrelhouse Barons (u. a. mit Rex Stewart, Tyree Glenn, Russell Procope, Don Byas, Billy Kyle, Walter Page und Jo Jones), Keely Smith, Jack Teagarden und Art Tatum. Auch Perry Como, Jesse Crawford, Bing Crosby, Eddy Duchin, Al Jolson, Marty Wilde und Kate Smith interpretierten den Song.  Der Song When Day is Done wurde auch 1940 in dem Film Heiße Rhythmen in Chicago sowie 1999 in Woody Allens Sweet and Lowdown verwendet.